# أنطون كريسانوف
أنطون كريسانوف (بالإنجليزية: Anton Krysanov)، (في تولياتي، الاتحاد السوفيتي في 25 مارس 1987)، هو لاعب روسي محترف لهوكي الجليد، ويلعب حالياً كمهاجم.

## السيرة الذاتية

### بداياته
بدأ مسيرته في لعبة هوكي الجليد سنة 2002، حيث كان ضمن فريق الاحتياط لنادي لادا توغلياتي لصغار السن خلال البيرفايا ليغا. بعد ذلك بسنتين إكتشف السوبر ليغا، حيث تم اختياره ضمن دوري الهوكي الوطني سنة 2005. بعد ذلك فاز بكأس القارات مع فريق لادا سنة 2006.

### مسيرته الدولية
لقد مثل أنطون كريسانوف روسيا على الصعيد العالمي، وتم اختياره ضمن تشكيلة الشباب ليكون أول ظهور له في فريق روسيا بي للشبان، في 11 نونبر 2010 في مواجهة ضد أوكرانيا خلال جولة تحدي اليورو لهوكي الجليد.

## وصلات خارجية
- أنطون كريسانوف على موقع دوري الهوكي الوطني (الإنجليزية)
- أنطون كريسانوف على موقع دوري الهوكي للقارات (الإنجليزية)
- أنطون كريسانوف على موقع EliteProspects.com (الإنجليزية)
- أنطون كريسانوف على موقع Eurohockey.com (الإنجليزية)
- أنطون كريسانوف على موقع HockeyDB.com (الإنجليزية)

- RussianProspects.com Anton Krysanov's Player Profile